# Rasmussenita
La rasmussenita és un mineral de la classe dels minerals orgànics que pertany al subgrup del glicolat.

## Característiques
La rasmussenita és un compost orgànic de fórmula química Ca(C₂H₃O₃)₂·3H₂O. Va ser aprovada com a espècie vàlida per l'Associació Mineralògica Internacional en el mes de juliol de l'any 2024, i encara resta pendent de publicació. Cristal·litza en el sistema triclínic.
Les mostres que van servir per a determinar l'espècie, el que es coneix com a material tipus, es troben conservades al Museu Mineral de la Universitat d'Arizona Alfie Norville, a Tucson (Arizona), amb el número de catàleg: 22736, i al projecte RRUFF, amb el número de mostra: R240004.

## Formació i jaciments
Va ser descoberta al Pusch Ridge, a la serra de Santa Catalina, situada al nord de Tucson, dins el comtat de Pima (Arizona, Estats Units). Aquest indret és l'únic de tot el planeta on ha estat descrita aquesta espècie mineral.